# Église de la Présentation de Jésus au Temple
L'église de la Présentation de Jésus au Temple (en russe : Сретенская церковь (Зимний дворец)) ou Petite église du Palais d'Hiver (en russe : Малая церковь Зимнего дворца) est une maison-église du Palais d'Hiver à Saint-Pétersbourg. L'architecte en est Bartolomeo Rastrelli, qui la réalise en 1768, mais après l'incendie du Palais d'Hiver en 1837, c'est l'architecte Vassili Stassov qui dirige sa reconstruction.
Après la révolution d'Octobre (1917), elle n'est plus en service et son iconostase est démontée en 1929.

## Histoire
La première église de la présentation de Jésus au Temple est édifiée dans la Palais d'Hiver à l'époque de Catherine I. Le projet est dû à Bartolomeo Rastrelli et est réalisé à l'emplacement d'une église du même nom qui existait sous Anna Ivanovna. Sa décoration est de la conception du maître I. Djani. La décoration du premier intérieur de l'église n'a pas été conservé et les informations à ce sujet sont rares.
L'église est consacrée le 10 (21) janvier 1768. Elle possède un emplacement idéal à proximité de la partie résidentielle, au premier étage, au nord-ouest et était utilisée pour les services religieux de la famille impériale.
Sous Nicolas Ier l'église de la présentation reçoit le statut de cathédrale et chaque année, au 14 décembre, un office religieux est célébré en souvenir de l'insurrection décabriste contre Nicolas Ier.
L'église est détruite lors de l'incendie du Palais d'Hiver (en 1837). C'est Vassili Stassov qui dirige sa reconstruction. Il veut éviter de reproduire l'état de l'église tel qu'il était avant le sinistre et souhaite lui donner un nouvel aspect, mais l'empereur lui ordonne de tout faire pour rétablir l'église et dans la mesure du possible, dans son état premier . Le projet de restauration auquel l'empereur Nicolas Ier prend une part active est approuvé en 1838 et il en résulta que la décoration reproduisait fidèlement l'aspect original de l'église.

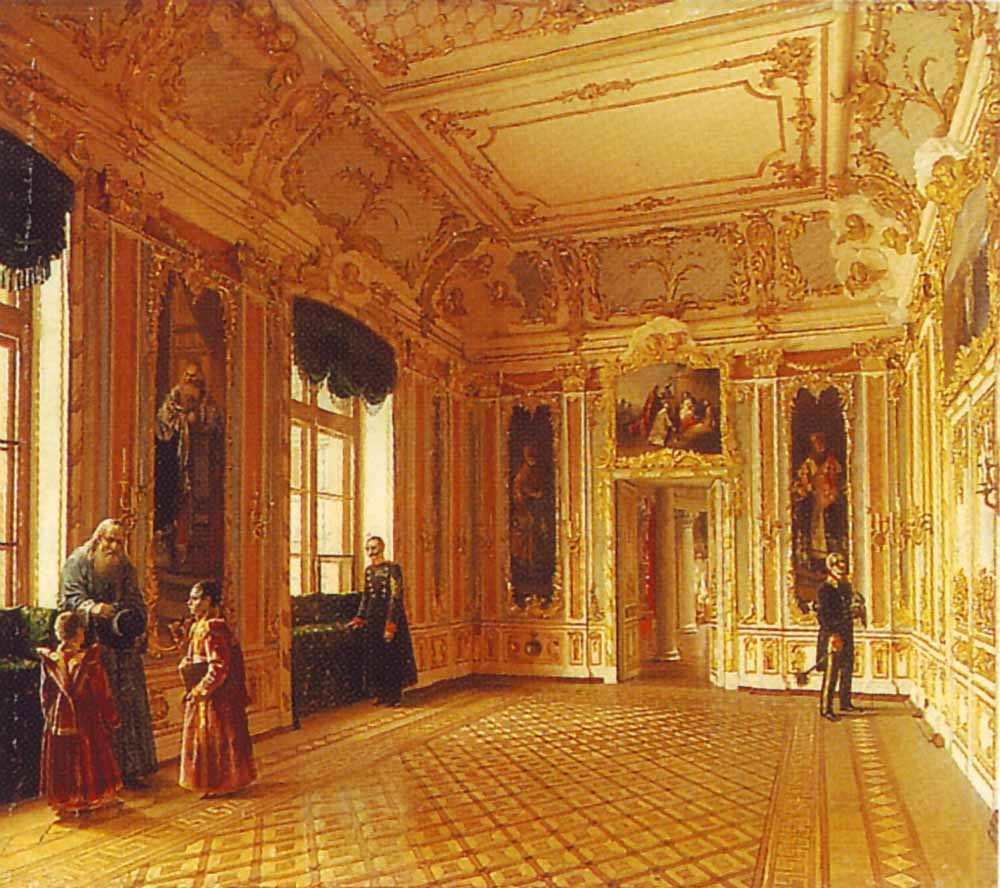
Vue de l'intérieur de la petite église du Palais d'Hiver à Saint-Pétersbourg
(N. А. Bourdine, 1840)

La petite église du palais d'Hiver est la première pièce du palais à être restaurée après l'incendie. Sa consécration a lieu la veille de la présentation de Jésus au Temple, le premier février de 1839, c'est-à-dire un mois et demi avant celle de la Grande église du Palais d'Hiver. Ce sont les métropolites de Kiev et de Galicie et le métropolite Filaret qui les président.
Après la révolution d'Octobre, l'église est fermée le 29 mai 1918 par le Comité central des communes de l'oblast nord, qui refuse d'en laisser accès à la Fraternité des conseillers paroissiaux. Son accès est réservé au musée de la révolution, et, en 1929, on y met en place un auditoire après avoir démonté l'iconostase. En 1939, ses locaux sont utilisés pour des réunions politiques et ses murs sont couverts de toiles et de panneaux. Dans la seconde moitié des années 1940, le plafond et les murs sont blanchis à la chaux et tous les éléments décoratifs qui subsistaient sont enlevés.
Dans les années 1990, une restauration est réalisée et le plafond est remis en état. Puis les locaux ont été utilisés par les ateliers de restauration du Musée de l'Ermitage.

## Décoration intérieure

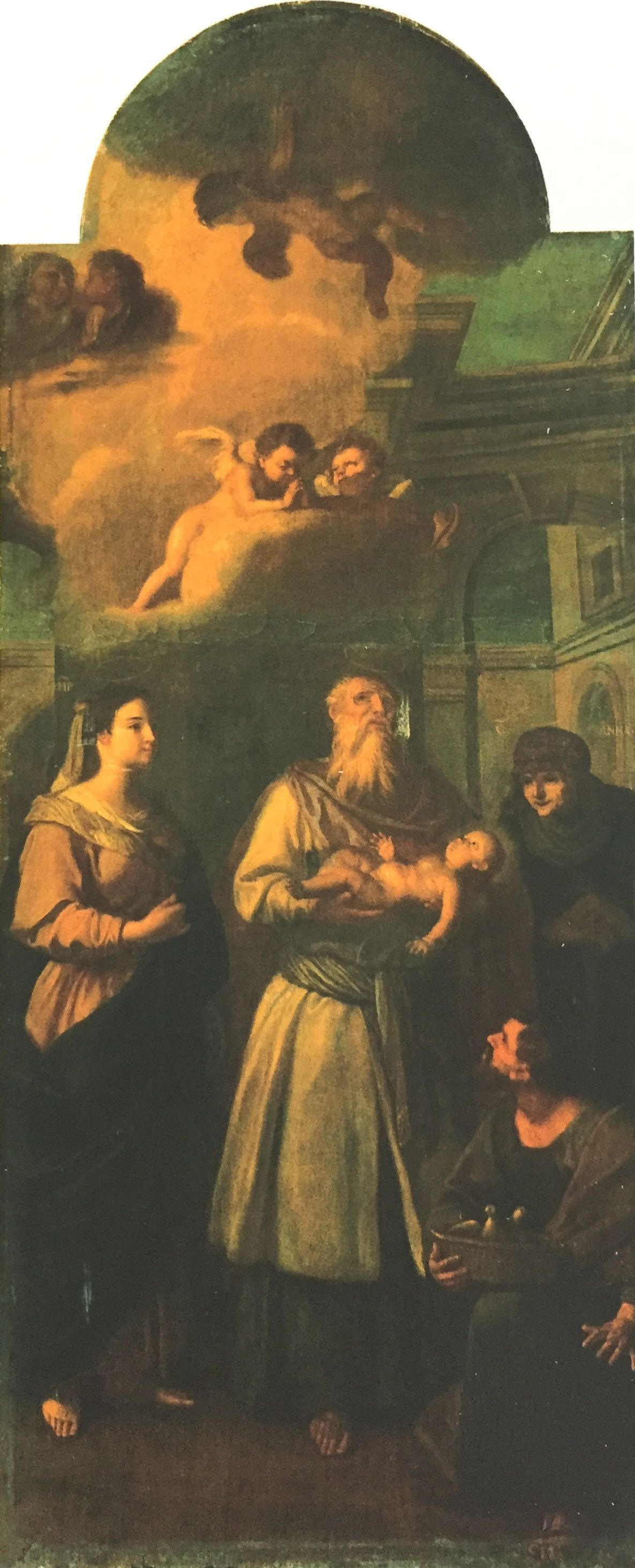
Présentation de Jésus au temple (icône de l'église du second tiers du XVIII s)

La décoration de l'église par Vassili Stassov date des années 1838 à 1839. Pour reconstituer l'état initial, les restaurateurs utilisent des informations sur la remise en état qui datait de la fin du XIIIe siècle début du XIXe siècle et renseignaient sur la manière de voir des créateurs du modèle initial.
L'église a été couverte d'un décor doré de style baroque-rococo. Certains éléments ont été refaits en papier mâché. Les murs sont séparés en plusieurs parties par des pilastres peints de couleur bleu clair à l'origine.
La pièce n'a pas de voûtes pour soutenir les pièces situées au dessus et le plafond plat a permis d'y représenter une représentation de la descente du Saint-Esprit sur les apôtres du peintre Nikolaï Maïkov sur un dessin de Carl Timoleon von Neff.
Une iconostase de V. Bobkova à deux registres est installée dans le chœur de l'église:
« L'autel est séparé par un support en bois à deux registres sur lequel sont posées des icônes dorées. Les portes royales forment un passage central décoré de bois sculpté, tandis que celles de droite et de gauche sont aveugles. Les peintures sur ces portes représentent l'Annonciation et les évangélistes. Du côté droit des portes royales le tableau représente la présentation de Jésus au temple et le côté gauche la fuite en Egypte de Marie et Joseph »
Dans l'iconostase se trouvent seize icônes, dont une partie provient de celles qui ont été sauvées lors de l'incendie et qui ont été repeintes dans la seconde partie du XVIIIe siècle, probablement par Ivan Ivanovich Belsky (en) et Ivan Vichniakov (les documents manquent pour une attribution plus précise de l'auteur et la date). Sur les murs, de nouveaux tableaux des évêques sont disposés, réalisés par Carl Timoleon von Neff. Le choix des sujets correspond à des évènements mémorables de l'histoire de la famille impériale.
Sur le toit du palais, un clocher a été construit au-dessus de la petite église garni d'un bulbe baroque comme coupole. L'escalier qui mène à l'église de la présentation s'appelle l'escalier de l'église.
В Dans la sacristie depuis la fin du XIXe siècle sont conservées une croix en argent et des reliques des trois hiérarques Jean Chrysostome, Basile de Césarée, et Grégoire de Nazianze ainsi qu'un morceau de la Vraie Croix, qui a été apportée du monastère du Pantocrator au Mont Athos.